# المدو
المدو (به اسپانیایی: Olmedo, Valladolid) یک شهرستان در Spain است که در Castile and León واقع شده‌است.

## خصوصیات
المدو ۱۲۹٫۳۸ کیلومترمربع مساحت و ۳٬۸۹۷ نفر جمعیت دارد و ۷۴۰ متر بالاتر از سطح دریا واقع شده‌است.